# Penglai
För andra betydelser, se Penglai (olika betydelser).
Penglai är en stad på häradsnivå som lyder under Yantais stad på prefekturnivå i Shandong-provinsen i norra Kina, omkring 360 kilometer öster om provinshuvudstaden Jinan. 